# Aleyrodiella
Aleyrodiella is een geslacht van halfvleugeligen (Hemiptera) uit de familie witte vliegen (Aleyrodidae), onderfamilie Aleyrodinae.
De wetenschappelijke naam van dit geslacht is voor het eerst geldig gepubliceerd door Danzig in 1966. De typesoort is Aleyrodiella lamellifera.

## Soort
Aleyrodiella omvat alleen de volgende soort:
- Aleyrodiella lamellifera Danzig, 1966